# Tommaso Tittoni

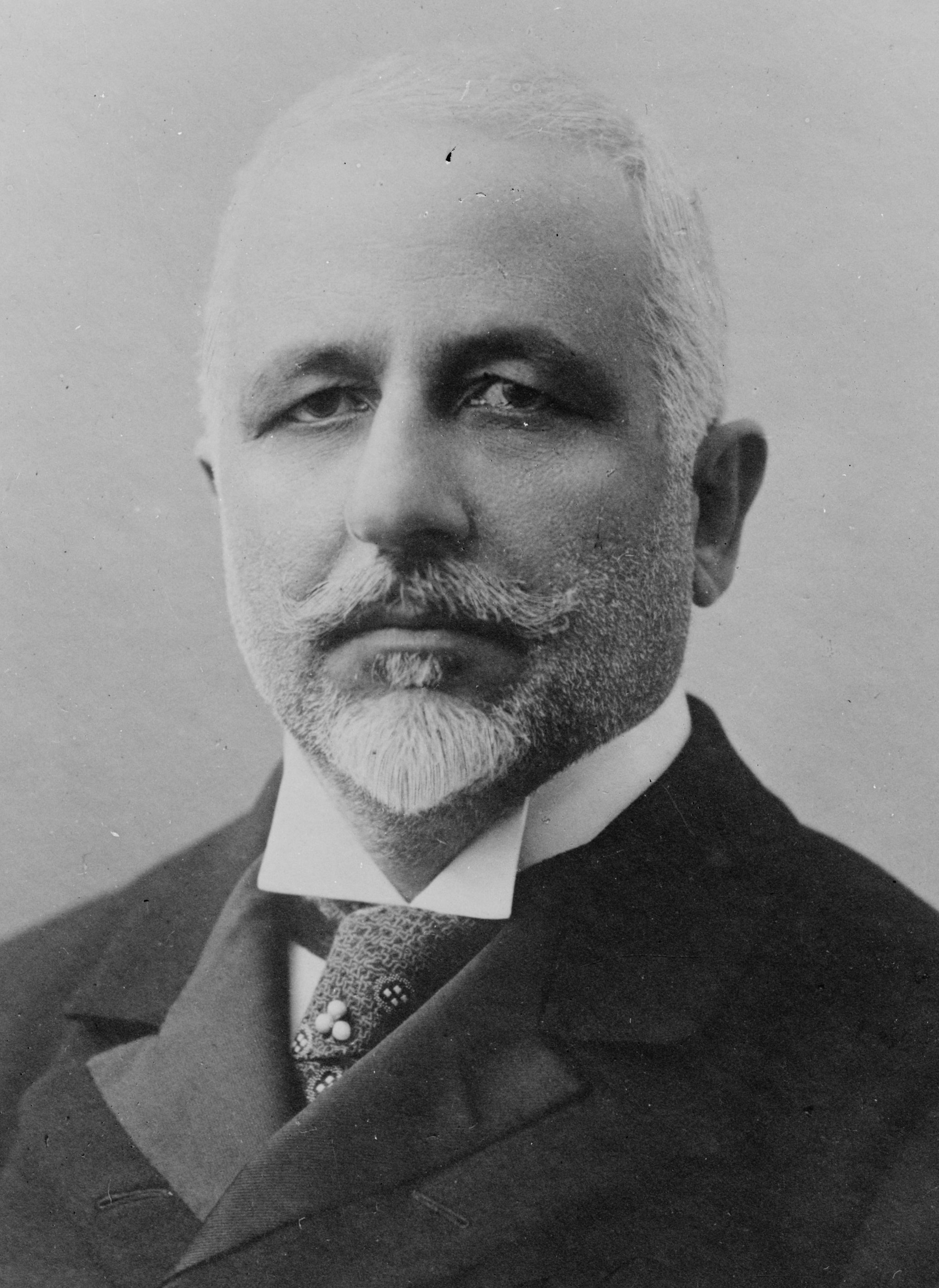
Tommaso Tittoni

Tommaso Tittoni (* 16. November 1855 in Rom; † 7. Februar 1931 ebenda) war ein italienischer Diplomat und Politiker. Er war mehrmals Außenminister seines Landes und vom 12. bis zum 28. März 1905 Ministerpräsident mit der kürzesten Amtsdauer des Königreichs Italien.

## Biographie
Tommaso Tittoni war der erstgeborene Sohn von Vincenzo Tittoni, einem Großgrundbesitzer, der zusammen mit seinem Bruder Angelo Tittoni in der kurzlebigen Römischen Republik politisch aktiv war. Als Tommaso fünf Jahre alt war, musste seine Familie wegen der politischen Tätigkeit seines Vaters Rom verlassen. Erst zehn Jahre danach kehrte Tommaso Tittoni nach Rom zurück. In Rom machte sein Vater ihn mit Marco Minghetti und Quintino Sella bekannt.
1874 schrieb er sich an der Universität ein. Nach einem Jura-Studium in Rom, Lüttich und Oxford wurde Tommaso Tittoni 1881 in den Provinzrat der Provinz Rom gewählt, dem er auch längere Zeit als Präsident vorstand. 1886 zog er als Konservativer ins Abgeordnetenhaus ein, dem er bis 1897 angehörte. Von 1898 bis 1900 war er Präfekt in Perugia, von 1900 bis 1903 in Neapel. Anschließend wurde er von König Viktor Emanuel III. zum Senator ernannt. Von 1903 bis 1905 war Tittoni unter Ministerpräsident Giovanni Giolitti in dessen zweiten Kabinett Außenminister und nach dem Rücktritt von Giolitti vom 12. bis zum 28. März 1905 (also nur für 16 Tage) Ministerpräsident.
Ab Februar 1906 diente Tittoni als Botschafter in London, dann war er bis 1909 im Kabinett Giolitti III erneut Außenminister und von April 1910 bis November 1916 als Nachfolger von Antonino Paternò-Castello Botschafter in Paris. Vom 23. Juni bis zum 25. November 1919 war er zum dritten Mal Außenminister, diesmal in der Regierung von Francesco Saverio Nitti. In dieser Zeit war er auch Chef der italienischen Delegation bei der Pariser Friedenskonferenz. Vom 1. Dezember 1919 bis 21. Januar 1929 war Tittoni Präsident des italienischen Senats. Am 8. April 1923 wurde er von König Viktor Emanuel III. zum Cavaliere dell’Annunziata ernannt. Die Académie royale des Sciences, des Lettres et des Beaux-Arts de Belgique nahm ihn 1925 als assoziiertes Mitglied auf.
Nach dem Marsch auf Rom unterstützte Tittoni Benito Mussolini und wurde von diesem später zum ersten Präsidenten der Accademia d’Italia ernannt, der wichtigsten kulturellen Institution des faschistischen Italien. Dieses Amt hatte er vom 28. Oktober 1929 bis zum 16. September 1930 inne.